# Barylypa orbitalis
Barylypa orbitalis är en stekelart som först beskrevs av Cresson 1872.  Barylypa orbitalis ingår i släktet Barylypa och familjen brokparasitsteklar. Inga underarter finns listade.